# Die Rothausgasse
Pour plus de détails, voir Fiche technique et Distribution.
Die Rothausgasse (en français, La Rue de la Maison rouge) est un film allemand réalisé par Richard Oswald sorti en 1928.
Il s'agit d'une adaptation du roman Der heilige Skarabäus d'Else Jerusalem.

## Synopsis
Milada a grandi dans un bordel de la Rothausgasse, mais n'est pas encore devenue une prostituée. Résignée au destin, elle a toujours suivi sa mère Katherina, une putain vieillissante qui n'a pas pu échapper elle-même à ce milieu. Aujourd'hui sa mère est mourante et fait faire la promesse à sa fille, qui travaille maintenant comme femme de chambre à 17 ans dans un nouveau « salon » de Mme Goldscheider, qu'elle fera tout son possible pour échapper à la prostitution. Lorsque la proxénète Goldscheider lui demande de travailler elle-même comme prostituée, Milada se révèle peu volontaire et demande des conseils à un admirateur, le Dr. Horner. Il lui conseille de rester au bordel car elle ne connaît rien d'autre que la Rothausgasse. Puis il lui donne, pour une édification philosophique, à lire des œuvres d'Emmanuel Kant.
La jeune putain fait bientôt connaissance au bordel de Gustav Brenner, un jeune homme qui s'inquiète sérieusement pour elle. « Vous devez sortir d'ici ! Aujourd'hui même ! Je vais t'aider », dit Gustl à Milada, mais elle lui répond : « J'appartiens à ici ». Sur le lit de mort de sa mère, Milada a également rencontré le Dr. Brenner, le père de Gustav, qui s'occupait de la fille des rues malade. Maintenant, le médecin connaît les origines et la profession de Milada. Milada veut maintenant enfin tourner le dos à la prostitution, mais est finalement trop faible et revient toujours à son ancienne vie. Installée dans la rue par Mme Goldscheider, elle se précipite vers Gustl, qui n'a cependant plus de toit au-dessus de sa tête. Quand le médecin-chef Dr. Brenner a appris qui est la nouvelle amante de son fils, il a rompu avec lui. Maintenant, le fils doit s'en sortir sans soutien économique. Bientôt, le jeune couple ne pourra plus payer la chambre d'hôtel qu'il a occupée.
Dans sa détresse, Milada va voir son ancien admirateur, le libre penseur Horner. Il paie sa note d'hôtel, mais attend certaines faveurs et prévoit de retirer Milada à Gustav. Gustl se sépare alors de sa petite amie volage. Horner explique à Milada qu'il regrette de lui avoir conseillé à l'époque de rester à la Rothausgasse. La jeune fille écrit une lettre d'adieu à Gustav et retourne au bordel de la Rothausgasse. Horner la suit comme client et Gustav arrive bientôt. Quand Horner part, il ramène Milada à la maison. Mais maintenant, Gustav est prêt à se battre. Un peu plus tard, il se présente chez Horner et convainc Milada de le rejoindre. Les deux font face à un avenir incertain tandis que Horner ne peut que se dire « vieux fou ! ».

## Fiche technique
- Titre : Die Rothausgasse
- Réalisation : Richard Oswald
- Scénario : Franz Schulz
- Direction artistique : Gustav A. Knauer (de), Willy Schiller (de)
- Photographie : Franz Planer
- Production : Richard Oswald
- Sociétés de production : Richard-Oswald-Produktion
- Société de distribution : Deutsche Universal-Film
- Pays d'origine : Allemagne  République de Weimar
- Langue : allemand
- Format : Noir et blanc - 1,33:1 - 35 mm
- Genre : Drame
- Durée : 89 minutes
- Dates de sortie :
  - Allemagne  République de Weimar : 24 septembre 1928.
  -  Pays-Bas : 20 décembre 1929.

## Distribution
- Grete Mosheim : Milada Rezek
- Marija Leiko : Katherina Rezek, sa mère
- Gustav Fröhlich : Gustav Brenner, dit Gustl
- Paul Otto : Dr. Brenner, le père Gustav
- Else Heims : Mme Goldschneider
- Camilla von Hollay : Fritzi, femme de ménage
- Oskar Homolka : Dr. Horner
- Hilde Jennings : Helenka
- Betty Astor (de) : Une amie de Milada

## Production
Die Rothausgasse est réalisée sous le titre de travail Das Haus zur rote Lantern (en français, La Maison à la lanterne rouge) entre décembre 1927 et février 1928 dans les studios de cinéma Efa et Maxim et à Staaken.
Le film est présenté pour la première fois à la censure le 2 mars 1928 et interdit. La principale critique est le manque de volonté de la protagoniste pour échapper au « milieu » et la représentation prétendument trop peu dissuasive de la vie de bordel, qui dans cette production ressemble plus à un pensionnat pour filles.
Un deuxième avis de censure est émis le 19 mars 1928. L'interdiction est confirmée au motif que la représentation rabaissante de la vie de bordel aurait un « effet pernicieux ». De plus, l'exposition des « contre-valeurs » morales serait totalement absente dans le film.
Die Rothausgasse revient devant la censure le 12 septembre 1928. Seules quelques scènes ne sont plus autorisées à être montrées dans la version finale. Une interdiction pour les jeunes est prononcée.